# MP-445
МР-445 «Варяг» — российский самозарядный пистолет производства Ижевского механического завода. По замыслу разработчиков он должен был стать базой для семейства пистолетов под 9-мм патроны, по мощности превосходящие патрон 9×19 мм «Парабеллум».

## Конструкция
Ударно-спусковой механизм куркового типа. Автоматика работает по принципу отдачи ствола при коротком его ходе. Отпирание и запирание канала ствола происходит во время его перемещения, причём перемещение ствола осуществляется за счёт взаимодействия фигурного паза на нижнем выступе ствола с замыкателем, фиксирующимся в основании ударно-спускового механизма. Стрельба может вестись как самовзводом, так и с предварительным взведением курка. Рама оружия изготовлена из высокопрочной литой термопластмассы. На боковые поверхности стального затвора-кожуха нанесено выпуклое рифление, облегчающее его передёргивание при перезаряжании.

## Варианты
- МР-445 «Варяг» — под патрон 9×19 мм «Парабеллум»
- МР-445С «Варяг К» — компактная модификация (Compakt) под патрон 9×19 мм «Парабеллум»
- МР-445 «Варяг СВ» — под патрон .40 S&W
- МР-445С «Варяг» СВК — под патрон .40 S&W
- МР-446 «Викинг» — под патрон 9×19 мм «Парабеллум»

## Музейные экспонаты

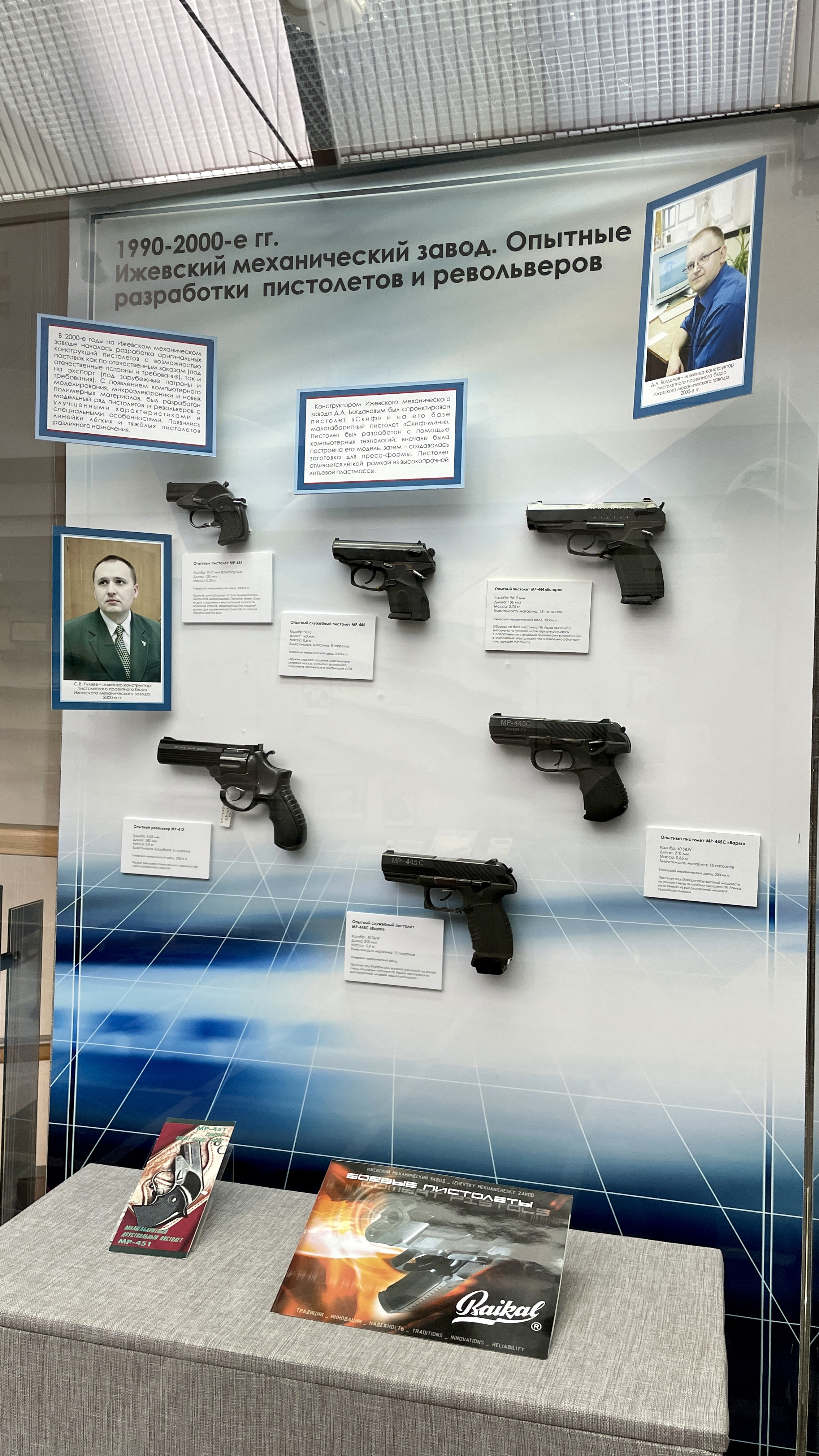
два MP-445С в коллекции музейно-выставочного комплекса М. Т. Калашникова

- два пистолета МР-445С являются экспонатами музейно-выставочного комплекса стрелкового оружия имени М. Т. Калашникова в Ижевске